# Trichipteris vernicosa
Trichipteris vernicosa là một loài thực vật có mạch trong họ Cyatheaceae. Loài này được (Mett. ex Kuhn) R.M. Tryon miêu tả khoa học đầu tiên năm 1970.